# Cerovac (priimek)
Cerovac je priimek več oseb:
- Matija Cerovac (1911—1974), inženir rudarstva

## Glej še
- priimek Cerovec (Blaž Cerovac, športnik sabljač)
- priimek Cerovšek